# Euplectrus frontalis
Euplectrus frontalis är en stekelart som beskrevs av Howard 1885. Euplectrus frontalis ingår i släktet Euplectrus och familjen finglanssteklar. Inga underarter finns listade i Catalogue of Life.